# Erik Haula
Erik Haula (ur. 23 marca 1991 w Pori) – fiński hokeista, reprezentant Finlandii.
Jego brat Tomek (ur. 2004) także został hokeistą

## Kariera klubowa
- Ässät U16 (2005-2006)
- Ässät U18 (2006-2007)
- Ässät U20 (2007-2008)
- Shattuck St. Mary's Midget Prep (2008-2009)
- Omaha Lancers (2009-2010)
- University of Minnesota (2010-2013)
- Houston Aeros (2013)
- Iowa Wild (2013-2014)
- Minnesota Wild (2013-2017)
- Vegas Golden Knights (2017-2019)
- Carolina Hurricanes (2019-2020)
- Florida Panthers (2020)
- Nashville Predators (2019-2021)
- Boston Bruins (2021-2022)
- New Jersey Devils (2022-)

Wychowanek klubu Ässät. Występował jedynie w zespołach juniorskich tego klubu. W 2008 wyjechał do USA i od tego czasu grał rok w lidze USHS po czym w drafcie NHL z 2009 został wybrany przez Minnesota Wild. Od 2009 przez rok grał w lidze juniorskiej USHL, po czym w KHL Junior Draft w 2010 został wybrany przez SKA Sankt Petersburg. Od 2010 przez trzy lata występował w lidze akademickiej NCAA. W kwietniu 2013 podpisał kontrakt wstępny z Minnesota Wild, po czym występował w zespole farmerskim, Houston Aeros, w lidze AHL pod koniec sezonu 2012/2013 w tym fazie play-off. Następnie został przekazany do innej filii w AHL, Iowa Wild, w barwach której występował w sezonie AHL (2013/2014). Równolegle zadebiutował w listopadzie w rozgrywkach NHL 29 listopada 2014 i grał w sezonie NHL (2013/2014). W lipcu 2015 przedłużył kontrakt o dwa lata. Od czerwca 2017 zawodnik beniaminka NHL, Vegas Golden Knights. W czerwcu 2019 przeszedł do Carolina Hurricanes. Pod koniec lutego 2020 został przetransferowany do Florida Panthers. Pod koniec grudnia 2020 przeszedł do Nashville Predators. Pod koniec lipca 2021 ogłoszono jego transfer do Boston Bruins i dwuletni kontrakt. Od lipca 2022 zawodnik New Jersey Devils (w toku wymiany za Pavela Zachę).

## Kariera reprezentacyjna
Występował w juniorskich reprezentacjach Finlandii. Uczestniczył w turniejach mistrzostw świata juniorów do lat 17 w 2007, mistrzostw świata juniorów do lat 18 w 2008, 2009 oraz mistrzostw świata juniorów do lat 20 w 2011.
W maju 2014 został powołany do seniorskiej reprezentacji Finlandii. Uczestniczył w turniejach mistrzostw świata w 2014, Pucharu Świata 2016.

## Sukcesy
Reprezentacyjne
- Brązowy medal mistrzostw świata juniorów do lat 18: 2009
- Srebrny medal mistrzostw świata: 2014

Indywidualne
- USHL 2009/2010:
  - Mecz gwiazd USHL
  - Skład gwiazd pierwszoroczniaków
  - Drugi skład gwiazd
- NCAA (WCHA) 2012/2013:
  - Skład gwiazd akademików
  - Drugi skład gwiazd